# Han har tagit min hand
Han har tagit min hand är en EP med Curt & Roland som är inspelad i Kvarn studio i Kumla. Utgiven 1969.

## Låtlista
Sida A
1. Han har tagit min hand
2. En man på vandring.

Sida B
1. Turn, Turn, Turn.
2. När guds röst till välkomst ljuder.